# Iglesia de Santa María (La Bisbal del Panadés)
La iglesia de Santa María de La Bisbal del Panadés es la parroquial de la población de La Bisbal del Panadés perteneciente a la comarca catalana del Bajo Panadés en la provincia de Tarragona. Es una iglesia de ecléctica incluida en el Inventario del Patrimonio Arquitectónico de Cataluña y protegida como Bien Cultural de Interés Nacional.

## Historia
El templo fue edificado sobre otro más antiguo, consagrado en fecha incierta, que debió de ser anterior al 1279, año correspondiente a la tributación de la décima papal. Con fecha del 1303 hay documentos referentes a una visita pastoral en la iglesia de Santa María. Por otra visita pastoral efectuada en 1379, ses sabe que la edificación estaba parcialmente arruinada. Casi un siglo después (1484) se habla de un retablo colocado en el altar mayor, del que no se sabe nada más, así como tampoco se tiene ninguna noticia sobre la Virgen de la Leche mencionada en la Gran geografía comarcal de Cataluña. Hace poco se descubrió que la parte baja del muro que separa las naves laterales de la central se compone de dos clases de piedra, una de ellas podría pertenecía a la iglesia antigua.

## Descripción
La iglesia de Santa María es una construcción moderna, neogótica, con una nave central y dos laterales, visibles desde el exterior. El campanario que, junto con el cuerpo mayor de la fachada, corresponde a la nave central, es una torre ochavada, formada por cuatro cuerpos separados entre ellos por unos pináculos, una cornisa y otra cornisa con barandilla respectivamente. La fachada de la iglesia está protegida por un atrio, que también cubre la entrada al Centro Catequístico -hoy las escuelas-, en la parte izquierda del templos.
En el interior hay que resaltar los grandes arcos de ojiva de la nave central, la que se separa de las laterales por unos arcos de medio punto. A los pies de la iglesia se encuentra un gran arco escarzano o rebajado sobre el que se encuentra el coro. En la nave central observamos también una serie de columnas decorativas. En las pequeñas capillas laterales vemos una bonita red de nervios en sus bóvedas.